# Snoop Dogg/Auszeichnungen für Musikverkäufe

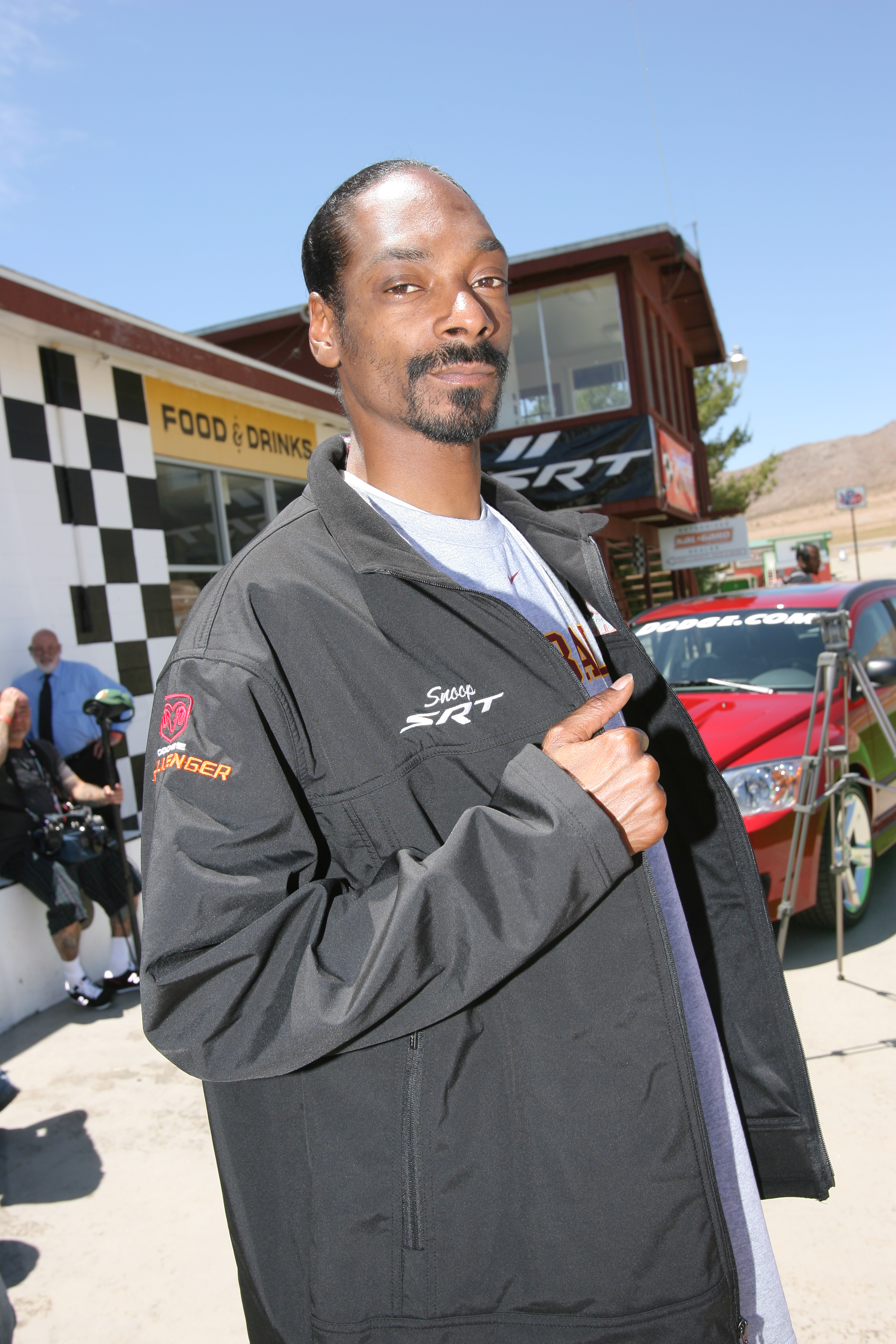
Snoop Dogg (2008)

Dies ist eine Übersicht über die Auszeichnungen für Musikverkäufe des US-amerikanischen Rappers Snoop Dogg. Die Auszeichnungen finden sich nach ihrer Art (Gold, Platin usw.), nach Staaten getrennt in chronologischer Reihenfolge, geordnet sowie nach den Tonträgern selbst, ebenfalls in chronologischer Reihenfolge, getrennt nach Medium (Alben, Singles usw.), wieder.

## Auszeichnungen
| - Vereinigtes Königreich - 2006: für das Album Tha Blue Carpet Treatment - 2013: für das Album Da Game Is to Be Sold, Not to Be Told - 2017: für das Album The Best of Snoop Dogg - 2019: für die Single All I Do Is Win - 2020: für die Single Moves - 2020: für die Single (Who Am I?) What’s My Name? - 2022: für die Single Bitch Please II - 2023: für die Single 2 of Amerikaz Most Wanted - Australien - 2003: für die Single Beautiful - 2004: für die Single Holidae In - 2005: für die Single Drop It Like It's Hot - 2005: für das Album R&G (Rhythm & Gangsta): The Masterpiece - 2005: für die Single Signs - Belgien - 2001: für die Single Bow Wow (That’s My Name) - 2006: für die Single Buttons - 2010: für die Single California Gurls - 2011: für die Single Sweat - 2013: für die Single Young, Wild & Free - 2014: für die Single Wiggle - Brasilien - 2024: für die Single Kush - 2024: für die Single Drop It Like It's Hot - 2024: für die Single That’s That Shit - 2024: für die Single Sweat - Dänemark - 2005: für das Album R&G (Rhythm & Gangsta): The Masterpiece - 2007: für die Single I Wanna Fuck/Love You - 2007: für die Single Signs - 2011: für die Single Sweat - 2011: für das Streaming Sweat - 2012: für die Single Never Let U Go - 2013: für die Single Young, Wild & Free - 2014: für das Streaming Still D.R.E. - 2014: für das Streaming The Next Episode - 2019: für die Single Drop It Like It's Hot - Deutschland - 2002: für das Videoalbum The Up in Smoke Tour - 2005: für das Album R&G (Rhythm & Gangsta): The Masterpiece - 2015: für die Single Wiggle - 2018: für die Single The Next Episode - 2018: für die Single Drop It Like It’s Hot - 2018: für die Single Buttons - 2023: für die Single Signs - 2023: für die Single I Wanna Fuck/Love You - Finnland - 2011: für die Single Sweat - Frankreich - 1996: für das Album Doggystyle - 2001: für das Album Tha Last Meal - 2001: für die Single Bow Wow (That’s My Name) - 2002: für die Single Mission Cleopatra - 2003: für das Album Paid tha Cost to Be da Boss - 2005: für das Album R&G (Rhythm & Gangsta): The Masterpiece - 2007: für das Album Tha Blue Carpet Treatment - Griechenland - 2022: für die Single Still D.R.E. - Italien - 2019: für die Single Drop It Like It’s Hot - Japan - 2011: für die Single California Gurls (Mobile Downloads) - 2011: für die Single California Gurls (Downloads) - Kanada - 1999: für das Album No Limit Top Dogg - 2000: für das Album Snoop Dogg Presents Tha Eastsidaz - 2001: für das Album Duces N’ Trays – The Old Fashioned Way - 2001: für das Album Tha Blue Carpet Treatment - 2003: für das Album Paid tha Cost to Be da Boss - 2019: für die Single No Pressure - 2023: für die Single Bad Decisions - Mexiko - 2013: für die Single California Gurls - 2015: für die Single Young, Wild & Free - Neuseeland - 1997: für das Album Tha Doggfather - 1997: für die Single Snoop’s Upside Ya Head - 1997: für die Single We Just Wanna Party with You - 2001: für das Album Death Row: Snoop Doggy Dogg at His Best - 2005: für die Single Signs - 2006: für die Single Buttons - Österreich - 2014: für die Single Young, Wild & Free - 2015: für die Single Wiggle - 2024: für die Single Drop It Like It's Hot - Russland - 2006: für das Album Tha Blue Carpet Treatment - 2008: für das Album Ego Trippin’ - Schweden - 2001: für die Single Bow Wow (That’s My Name) - Schweiz - 2005: für das Album R&G (Rhythm & Gangsta): The Masterpiece - 2012: für die Single Young, Wild & Free - 2014: für die Single Wiggle - Spanien - 2024: für die Single California Gurls - 2024: für die Single The Next Episode - Vereinigte Staaten - 1993: für die Single Fuck wit Dre Day (And Everybody’s Celebratin’) - 1994: für die Single (Who Am I?) What’s My Name? - 1994: für die Single Gin & Juice - 2002: für das Album Duces N’ Trays – The Old Fashioned Way - 2005: für die Single Signs - 2005: für die Single Holidae In - 2005: für die Single Drop It Like It’s Hot - 2007: für das Album Tha Blue Carpet Treatment - 2016: für das Album Mac & Devin Go to High School - 2021: für die Single Stuck on a Feeling - 2022: für die Single Bitch Please II - 2022: für das Lied Callin - 2024: für die Single Bad Decisions - 2024: für die Single My Family - Vereinigtes Königreich - 2000: für das Album Tha Last Meal - 2002: für das Album Paid tha Cost to Be da Boss - 2013: für das Album Tha Doggfather - 2020: für das Album No Limit Top Dogg - 2023: für die Single Beautiful - 2023: für das Album Death Row: Snoop Doggy Dogg at His Best - 2023: für die Single Gin & Juice - 2024: für die Single Nuthin’ but a ‘G’ Thang | - Australien - 2001: für die Single Bow Wow (That’s My Name) - 2006: für die Single Buttons - 2011: für die Single Last Night - 2016: für die Single Flip It - 2024: für die Single Bitch Please II - Brasilien - 2024: für die Single Buttons - 2024: für die Single Bad Decisions - 2024: für die Single Still D.R.E. - 2024: für die Single Sensual Seduction - Dänemark - 2007: für die Single Buttons - 2020: für das Album Tha Blue Carpet Treatment - 2021: für die Single California Gurls - 2021: für die Single The Next Episode - Deutschland - 2011: für die Single California Gurls - Italien - 2011: für die Single California Gurls - 2012: für die Single Sweat - 2014: für die Single Wiggle - 2018: für die Single Still D.R.E. - 2024: für die Single The Next Episode - Kanada - 1994: für das Album Doggystyle - 1996: für das Album Tha Doggfather - 1999: für das Album Da Game Is to Be Sold, Not to Be Told - 2001: für das Album Tha Last Meal - 2005: für das Album R&G (Rhythm & Gangsta): The Masterpiece - 2011: für den Ringtone California Gurls - 2013: für die Single All I Do Is Win - Mexiko - 2022: für die Single Qué Maldición - 2022: für die Single Mi Tío Snoop - Neuseeland - 1997: für die Single Never Leave Me Alone - 2007: für die Single I Wanna Fuck/Love You - 2011: für die Single Sweat - 2015: für die Single Wiggle - 2021: für die Single (Who Am I?) What’s My Name? - 2022: für die Single 2 of Amerikaz Most Wanted - 2022: für das Lied Ain’t No Fun (If the Homies Can’t Have None) - 2023: für das Album Mac & Devin Go to High School - 2023: für das Album Tha Blue Carpet Treatment - 2023: für die Single All I Do Is Win - Österreich - 2024: für die Single The Next Episode - 2024: für die Single Still D.R.E. - Portugal - 2022: für das Lied Onda diferente - Schweden - 2010: für die Single California Gurls - 2011: für die Single Sweat - Schweiz - 2010: für die Single California Gurls - 2011: für die Single Sweat - Spanien - 2015: für das Streaming Wiggle - 2015: für die Single Wiggle - 2024: für die Single Still D.R.E. - 2024: für die Single Young, Wild & Free - Vereinigte Staaten - 1993: für die Single Nuthin’ but a ‘G’ Thang - 1999: für das Album No Limit Top Dogg - 2000: für das Album Snoop Dogg Presents Tha Eastsidaz - 2001: für das Album Tha Last Meal - 2003: für das Album Paid tha Cost to Be da Boss - 2004: für das Album R&G (Rhythm & Gangsta): The Masterpiece - 2007: für die Single Buttons - 2007: für den Mastertone I Wanna Fuck/Love You - 2019: für das Lied Professional Rapper - 2022: für die Single Boyfriend - 2023: für die Single Mi Tío Snoop (Latin) - 2024: für die Single You and Your Friends - 2025: für die Single Smile (Living My Best Life) - Vereinigtes Königreich - 2005: für das Album R&G (Rhythm & Gangsta): The Masterpiece - 2013: für das Videoalbum Doggystyle - 2013: für die Single Sweat - 2013: für das Album Doggystyle - 2013: für das Videoalbum The Up in Smoke Tour - 2019: für die Single Drop It Like It’s Hot - 2020: für die Single Wiggle - 2021: für die Single Young, Wild & Free - 2023: für die Single Buttons - 2024: für die Single I Wanna Fuck/Love You - 2024: für die Single Signs - Deutschland - 2018: für die Single Sweat - 2023: für die Single Still D.R.E. | - Brasilien - 2024: für die Single California Gurls - Dänemark - 2012: für das Streaming Young, Wild & Free - 2012: für das Streaming Never Let U Go - 2014: für das Streaming Wiggle - 2025: für die Single Still D.R.E. - Frankreich - 2001: für das Videoalbum The Up in Smoke Tour - Kanada - 2015: für die Single Wiggle - Neuseeland - 2023: für die Single Nuthin’ but a ‘G’ Thang - 2024: für die Single Beautiful - 2025: für das Album R&G (Rhythm & Gangsta): The Masterpiece - Österreich - 2024: für die Single California Gurls - 2024: für die Single Sweat - Portugal - 2022: für die Single Still D.R.E. - Schweden - 2012: für die Single Young, Wild & Free - Vereinigte Staaten - 1997: für das Album Tha Doggfather - 1998: für das Album Da Game Is to Be Sold, Not to Be Told - 2007: für den Mastertone Drop It Like It’s Hot - Vereinigtes Königreich - 2023: für die Single The Next Episode - Deutschland - 2022: für die Single Young, Wild & Free - Australien - 2021: für die Single I Wanna Fuck/Love You - 2023: für die Single Wiggle - Italien - 2019: für die Single Young, Wild & Free - Kanada - 2013: für die Single Young, Wild & Free - Neuseeland - 2005: für das Videoalbum The Up in Smoke Tour - 2023: für die Single Drop It Like It's Hot - 2025: für die Single Gin & Juice - Norwegen - 2021: für die Single California Gurls - Vereinigte Staaten - 2009: für die Single I Wanna Fuck/Love You - 2015: für die Single All I Do Is Win - 2019: für die Single Wiggle - Vereinigtes Königreich - 2023: für die Single Still D.R.E. - 2025: für die Single California Gurls - Australien - 2012: für die Single Sweat - Neuseeland - 2024: für die Single The Next Episode - 2025: für die Single California Gurls - Vereinigte Staaten - 1994: für das Album Doggystyle - Australien - 2018: für die Single Young, Wild & Free - Neuseeland - 2025: für die Single Young, Wild & Free - 2025: für die Single Still D.R.E. - Vereinigte Staaten - 2005: für das Videoalbum The Up in Smoke Tour - 2019: für die Single Young, Wild & Free - Australien - 2004: für das Videoalbum The Up in Smoke Tour - Vereinigte Staaten - 2021: für die Single Qué Maldición (Latin) - Australien - 2025: für die Single California Gurls - Brasilien - 2023: für die Single I Wanna Fuck/Love You - Kanada - 2024: für die Single California Gurls - Vereinigte Staaten - 2023: für die Single California Gurls |

## Auszeichnungen nach Alben

### Doggystyle
| Land/Region                  | Auszeichnungen für Musikverkäufe (Land/Region, Auszeichnung, Verkäufe) | Verkäufe  |
| ---------------------------- | ---------------------------------------------------------------------- | --------- |
| Frankreich (SNEP)            | Gold                                                                   | 100.000   |
| Kanada (MC)                  | Platin                                                                 | 100.000   |
| Vereinigte Staaten (RIAA)    | 4× Platin                                                              | 6.957.800 |
| Vereinigtes Königreich (BPI) | Platin                                                                 | 300.000   |
| Insgesamt                    | 1× Gold · 6× Platin ·                                                  | 7.457.800 |

### Tha Doggfather
| Land/Region                  | Auszeichnungen für Musikverkäufe (Land/Region, Auszeichnung, Verkäufe) | Verkäufe  |
| ---------------------------- | ---------------------------------------------------------------------- | --------- |
| Kanada (MC)                  | Platin                                                                 | 100.000   |
| Neuseeland (RMNZ)            | Gold                                                                   | 7.500     |
| Vereinigte Staaten (RIAA)    | 2× Platin                                                              | 2.000.000 |
| Vereinigtes Königreich (BPI) | Gold                                                                   | 100.000   |
| Insgesamt                    | 2× Gold · 3× Platin ·                                                  | 2.207.500 |

### Da Game Is to Be Sold, Not to Be Told
| Land/Region                  | Auszeichnungen für Musikverkäufe (Land/Region, Auszeichnung, Verkäufe) | Verkäufe  |
| ---------------------------- | ---------------------------------------------------------------------- | --------- |
| Kanada (MC)                  | Platin                                                                 | 100.000   |
| Vereinigte Staaten (RIAA)    | 2× Platin                                                              | 2.085.000 |
| Vereinigtes Königreich (BPI) | Silber                                                                 | 60.000    |
| Insgesamt                    | 1× Silber · 3× Platin ·                                                | 2.245.000 |

### No Limit Top Dogg
| Land/Region                  | Auszeichnungen für Musikverkäufe (Land/Region, Auszeichnung, Verkäufe) | Verkäufe  |
| ---------------------------- | ---------------------------------------------------------------------- | --------- |
| Kanada (MC)                  | Gold                                                                   | 50.000    |
| Vereinigte Staaten (RIAA)    | Platin                                                                 | 1.518.000 |
| Vereinigtes Königreich (BPI) | Gold                                                                   | 100.000   |
| Insgesamt                    | 2× Gold · 1× Platin ·                                                  | 1.668.000 |

### Snoop Dogg Presents Tha Eastsidaz
| Land/Region               | Auszeichnungen für Musikverkäufe (Land/Region, Auszeichnung, Verkäufe) | Verkäufe  |
| ------------------------- | ---------------------------------------------------------------------- | --------- |
| Kanada (MC)               | Gold                                                                   | 50.000    |
| Vereinigte Staaten (RIAA) | Platin                                                                 | 1.000.000 |
| Insgesamt                 | 1× Gold · 1× Platin ·                                                  | 1.050.000 |

### Tha Last Meal
| Land/Region                  | Auszeichnungen für Musikverkäufe (Land/Region, Auszeichnung, Verkäufe) | Verkäufe  |
| ---------------------------- | ---------------------------------------------------------------------- | --------- |
| Frankreich (SNEP)            | Gold                                                                   | 100.000   |
| Kanada (MC)                  | Platin                                                                 | 100.000   |
| Vereinigte Staaten (RIAA)    | Platin                                                                 | 2.068.000 |
| Vereinigtes Königreich (BPI) | Gold                                                                   | 100.000   |
| Insgesamt                    | 2× Gold · 2× Platin ·                                                  | 2.368.000 |

### Death Row: Snoop Doggy Dogg at His Best
| Land/Region                  | Auszeichnungen für Musikverkäufe (Land/Region, Auszeichnung, Verkäufe) | Verkäufe |
| ---------------------------- | ---------------------------------------------------------------------- | -------- |
| Neuseeland (RMNZ)            | Gold                                                                   | 7.500    |
| Vereinigtes Königreich (BPI) | Gold                                                                   | 100.000  |
| Insgesamt                    | 2× Gold ·                                                              | 107.500  |

### Duces N’ Trays – The Old Fashioned Way
| Land/Region               | Auszeichnungen für Musikverkäufe (Land/Region, Auszeichnung, Verkäufe) | Verkäufe |
| ------------------------- | ---------------------------------------------------------------------- | -------- |
| Kanada (MC)               | Gold                                                                   | 50.000   |
| Vereinigte Staaten (RIAA) | Gold                                                                   | 500.000  |
| Insgesamt                 | 2× Gold ·                                                              | 550.000  |

### Paid tha Cost to Be da Bo$$
| Land/Region                  | Auszeichnungen für Musikverkäufe (Land/Region, Auszeichnung, Verkäufe) | Verkäufe  |
| ---------------------------- | ---------------------------------------------------------------------- | --------- |
| Frankreich (SNEP)            | Gold                                                                   | 100.000   |
| Kanada (MC)                  | Gold                                                                   | 50.000    |
| Vereinigte Staaten (RIAA)    | Platin                                                                 | 1.210.000 |
| Vereinigtes Königreich (BPI) | Gold                                                                   | 100.000   |
| Insgesamt                    | 3× Gold · 1× Platin ·                                                  | 1.460.000 |

### R&G (Rhythm & Gangsta): The Masterpiece
| Land/Region                  | Auszeichnungen für Musikverkäufe (Land/Region, Auszeichnung, Verkäufe) | Verkäufe  |
| ---------------------------- | ---------------------------------------------------------------------- | --------- |
| Australien (ARIA)            | Gold                                                                   | 35.000    |
| Dänemark (IFPI)              | Gold                                                                   | 20.000    |
| Deutschland (BVMI)           | Gold                                                                   | 100.000   |
| Frankreich (SNEP)            | Gold                                                                   | 100.000   |
| Kanada (MC)                  | Platin                                                                 | 100.000   |
| Neuseeland (RMNZ)            | 2× Platin                                                              | 30.000    |
| Schweiz (IFPI)               | Gold                                                                   | 20.000    |
| Vereinigte Staaten (RIAA)    | Platin                                                                 | 1.724.000 |
| Vereinigtes Königreich (BPI) | Platin                                                                 | 300.000   |
| Insgesamt                    | 5× Gold · 5× Platin ·                                                  | 2.429.000 |

### The Best of Snoop Dogg
| Land/Region                  | Auszeichnungen für Musikverkäufe (Land/Region, Auszeichnung, Verkäufe) | Verkäufe |
| ---------------------------- | ---------------------------------------------------------------------- | -------- |
| Vereinigtes Königreich (BPI) | Silber                                                                 | 60.000   |
| Insgesamt                    | 1× Silber ·                                                            | 60.000   |

### Tha Blue Carpet Treatment
| Land/Region                  | Auszeichnungen für Musikverkäufe (Land/Region, Auszeichnung, Verkäufe) | Verkäufe  |
| ---------------------------- | ---------------------------------------------------------------------- | --------- |
| Dänemark (IFPI)              | Platin                                                                 | 20.000    |
| Frankreich (SNEP)            | Gold                                                                   | 75.000    |
| Kanada (MC)                  | Gold                                                                   | 50.000    |
| Neuseeland (RMNZ)            | Platin                                                                 | 15.000    |
| Russland (NFPF)              | Gold                                                                   | 10.000    |
| Vereinigte Staaten (RIAA)    | Gold                                                                   | 903.000   |
| Vereinigtes Königreich (BPI) | Silber                                                                 | 60.000    |
| Insgesamt                    | 1× Silber · 4× Gold · 2× Platin ·                                      | 1.133.000 |

### Ego Trippin’
| Land/Region     | Auszeichnungen für Musikverkäufe (Land/Region, Auszeichnung, Verkäufe) | Verkäufe |
| --------------- | ---------------------------------------------------------------------- | -------- |
| Russland (NFPF) | Gold                                                                   | 10.000   |
| Insgesamt       | 1× Gold ·                                                              | 10.000   |

### Mac & Devin Go to High School
| Land/Region               | Auszeichnungen für Musikverkäufe (Land/Region, Auszeichnung, Verkäufe) | Verkäufe |
| ------------------------- | ---------------------------------------------------------------------- | -------- |
| Neuseeland (RMNZ)         | Platin                                                                 | 15.000   |
| Vereinigte Staaten (RIAA) | Gold                                                                   | 500.000  |
| Insgesamt                 | 1× Gold · 1× Platin ·                                                  | 515.000  |

## Auszeichnungen nach Singles

### Nuthin’ but a ‘G’ Thang
| Land/Region                  | Auszeichnungen für Musikverkäufe (Land/Region, Auszeichnung, Verkäufe) | Verkäufe  |
| ---------------------------- | ---------------------------------------------------------------------- | --------- |
| Neuseeland (RMNZ)            | 2× Platin                                                              | 60.000    |
| Vereinigte Staaten (RIAA)    | Platin                                                                 | 1.300.000 |
| Vereinigtes Königreich (BPI) | Gold                                                                   | 400.000   |
| Insgesamt                    | 1× Gold · 3× Platin ·                                                  | 1.760.000 |

### Fuck wit Dre Day (And Everybody’s Celebratin’)
| Land/Region               | Auszeichnungen für Musikverkäufe (Land/Region, Auszeichnung, Verkäufe) | Verkäufe |
| ------------------------- | ---------------------------------------------------------------------- | -------- |
| Vereinigte Staaten (RIAA) | Gold                                                                   | 800.000  |
| Insgesamt                 | 1× Gold ·                                                              | 800.000  |

### (Who Am I?) What’s My Name?
| Land/Region                  | Auszeichnungen für Musikverkäufe (Land/Region, Auszeichnung, Verkäufe) | Verkäufe |
| ---------------------------- | ---------------------------------------------------------------------- | -------- |
| Neuseeland (RMNZ)            | Platin                                                                 | 30.000   |
| Vereinigte Staaten (RIAA)    | Gold                                                                   | 500.000  |
| Vereinigtes Königreich (BPI) | Silber                                                                 | 200.000  |
| Insgesamt                    | 1× Silber · 1× Gold · 1× Platin ·                                      | 730.000  |

### Gin & Juice
| Land/Region                  | Auszeichnungen für Musikverkäufe (Land/Region, Auszeichnung, Verkäufe) | Verkäufe |
| ---------------------------- | ---------------------------------------------------------------------- | -------- |
| Neuseeland (RMNZ)            | 3× Platin                                                              | 90.000   |
| Vereinigte Staaten (RIAA)    | Gold                                                                   | 500.000  |
| Vereinigtes Königreich (BPI) | Gold                                                                   | 400.000  |
| Insgesamt                    | 2× Gold · 3× Platin ·                                                  | 990.000  |

### Snoop’s Upside Ya Head
| Land/Region       | Auszeichnungen für Musikverkäufe (Land/Region, Auszeichnung, Verkäufe) | Verkäufe |
| ----------------- | ---------------------------------------------------------------------- | -------- |
| Neuseeland (RMNZ) | Gold                                                                   | 5.000    |
| Insgesamt         | 1× Gold ·                                                              | 5.000    |

### 2 of Amerikaz Most Wanted
| Land/Region                  | Auszeichnungen für Musikverkäufe (Land/Region, Auszeichnung, Verkäufe) | Verkäufe |
| ---------------------------- | ---------------------------------------------------------------------- | -------- |
| Neuseeland (RMNZ)            | Platin                                                                 | 30.000   |
| Vereinigtes Königreich (BPI) | Silber                                                                 | 200.000  |
| Insgesamt                    | 1× Silber · 1× Platin ·                                                | 230.000  |

### We Just Wanna Party with You
| Land/Region       | Auszeichnungen für Musikverkäufe (Land/Region, Auszeichnung, Verkäufe) | Verkäufe |
| ----------------- | ---------------------------------------------------------------------- | -------- |
| Neuseeland (RMNZ) | Gold                                                                   | 5.000    |
| Insgesamt         | 1× Gold ·                                                              | 5.000    |

### Never Leave Me Alone
| Land/Region       | Auszeichnungen für Musikverkäufe (Land/Region, Auszeichnung, Verkäufe) | Verkäufe |
| ----------------- | ---------------------------------------------------------------------- | -------- |
| Neuseeland (RMNZ) | Platin                                                                 | 10.000   |
| Insgesamt         | 1× Platin ·                                                            | 10.000   |

### Still D.R.E.
| Land/Region                  | Auszeichnungen für Musikverkäufe (Land/Region, Auszeichnung, Verkäufe) | Verkäufe  |
| ---------------------------- | ---------------------------------------------------------------------- | --------- |
| Brasilien (PMB)              | Platin                                                                 | 60.000    |
| Dänemark (IFPI)              | 2× Platin                                                              | 180.000   |
| Deutschland (BVMI)           | 3× Gold                                                                | 750.000   |
| Griechenland (IFPI)          | Gold                                                                   | 10.000    |
| Italien (FIMI)               | Platin                                                                 | 50.000    |
| Neuseeland (RMNZ)            | 6× Platin                                                              | 180.000   |
| Österreich (IFPI)            | Platin                                                                 | 50.000    |
| Portugal (AFP)               | Platin                                                                 | 10.000    |
| Spanien (Promusicae)         | Platin                                                                 | 60.000    |
| Vereinigtes Königreich (BPI) | 3× Platin                                                              | 1.800.000 |
| Insgesamt                    | 2× Gold · 17× Platin ·                                                 | 3.150.000 |

### Bow Wow (That’s My Name)
| Land/Region       | Auszeichnungen für Musikverkäufe (Land/Region, Auszeichnung, Verkäufe) | Verkäufe |
| ----------------- | ---------------------------------------------------------------------- | -------- |
| Australien (ARIA) | Platin                                                                 | 70.000   |
| Belgien (BRMA)    | Gold                                                                   | 25.000   |
| Frankreich (SNEP) | Gold                                                                   | 250.000  |
| Schweden (IFPI)   | Gold                                                                   | 15.000   |
| Insgesamt         | 3× Gold · 1× Platin ·                                                  | 360.000  |

### The Next Episode
| Land/Region                  | Auszeichnungen für Musikverkäufe (Land/Region, Auszeichnung, Verkäufe) | Verkäufe  |
| ---------------------------- | ---------------------------------------------------------------------- | --------- |
| Dänemark (IFPI)              | Platin                                                                 | 90.000    |
| Deutschland (BVMI)           | Gold                                                                   | 250.000   |
| Italien (FIMI)               | Platin                                                                 | 100.000   |
| Neuseeland (RMNZ)            | 4× Platin                                                              | 120.000   |
| Österreich (IFPI)            | Platin                                                                 | 50.000    |
| Spanien (Promusicae)         | Gold                                                                   | 30.000    |
| Vereinigtes Königreich (BPI) | 2× Platin                                                              | 1.200.000 |
| Insgesamt                    | 2× Gold · 9× Platin ·                                                  | 1.840.000 |

### Bitch Please II
| Land/Region                  | Auszeichnungen für Musikverkäufe (Land/Region, Auszeichnung, Verkäufe) | Verkäufe |
| ---------------------------- | ---------------------------------------------------------------------- | -------- |
| Australien (ARIA)            | Platin                                                                 | 70.000   |
| Vereinigte Staaten (RIAA)    | Gold                                                                   | 500.000  |
| Vereinigtes Königreich (BPI) | Silber                                                                 | 200.000  |
| Insgesamt                    | 1× Silber · 1× Gold · 1× Platin ·                                      | 770.000  |

### Mission Cleopatra
| Land/Region       | Auszeichnungen für Musikverkäufe (Land/Region, Auszeichnung, Verkäufe) | Verkäufe |
| ----------------- | ---------------------------------------------------------------------- | -------- |
| Frankreich (SNEP) | Gold                                                                   | 250.000  |
| Insgesamt         | 1× Gold ·                                                              | 250.000  |

### Beautiful
| Land/Region                  | Auszeichnungen für Musikverkäufe (Land/Region, Auszeichnung, Verkäufe) | Verkäufe |
| ---------------------------- | ---------------------------------------------------------------------- | -------- |
| Australien (ARIA)            | Gold                                                                   | 35.000   |
| Neuseeland (RMNZ)            | 2× Platin                                                              | 60.000   |
| Vereinigtes Königreich (BPI) | Gold                                                                   | 400.000  |
| Insgesamt                    | 2× Gold · 2× Platin ·                                                  | 495.000  |

### Holidae In
| Land/Region               | Auszeichnungen für Musikverkäufe (Land/Region, Auszeichnung, Verkäufe) | Verkäufe |
| ------------------------- | ---------------------------------------------------------------------- | -------- |
| Australien (ARIA)         | Gold                                                                   | 35.000   |
| Vereinigte Staaten (RIAA) | Gold                                                                   | 500.000  |
| Insgesamt                 | 2× Gold ·                                                              | 535.000  |

### Drop It Like It’s Hot
| Land/Region                  | Auszeichnungen für Musikverkäufe (Land/Region, Auszeichnung, Verkäufe) | Verkäufe  |
| ---------------------------- | ---------------------------------------------------------------------- | --------- |
| Australien (ARIA)            | Gold                                                                   | 35.000    |
| Brasilien (PMB)              | Gold                                                                   | 30.000    |
| Dänemark (IFPI)              | Gold                                                                   | 45.000    |
| Deutschland (BVMI)           | Gold                                                                   | 150.000   |
| Italien (FIMI)               | Gold                                                                   | 25.000    |
| Neuseeland (RMNZ)            | 3× Platin                                                              | 90.000    |
| Österreich (IFPI)            | Gold                                                                   | 15.000    |
| Vereinigte Staaten (RIAA)    | Gold (Single) · + 2× Platin (Mastertone)                               | 2.500.000 |
| Vereinigtes Königreich (BPI) | Platin                                                                 | 600.000   |
| Insgesamt                    | 7× Gold · 6× Platin ·                                                  | 3.490.000 |

### Signs
| Land/Region                  | Auszeichnungen für Musikverkäufe (Land/Region, Auszeichnung, Verkäufe) | Verkäufe  |
| ---------------------------- | ---------------------------------------------------------------------- | --------- |
| Australien (ARIA)            | Gold                                                                   | 35.000    |
| Dänemark (IFPI)              | Gold                                                                   | 7.500     |
| Deutschland (BVMI)           | Gold                                                                   | 150.000   |
| Neuseeland (RMNZ)            | Gold                                                                   | 5.000     |
| Vereinigte Staaten (RIAA)    | Gold                                                                   | 500.000   |
| Vereinigtes Königreich (BPI) | Platin                                                                 | 600.000   |
| Insgesamt                    | 5× Gold · 1× Platin ·                                                  | 1.297.500 |

### Buttons
| Land/Region                  | Auszeichnungen für Musikverkäufe (Land/Region, Auszeichnung, Verkäufe) | Verkäufe  |
| ---------------------------- | ---------------------------------------------------------------------- | --------- |
| Australien (ARIA)            | Platin                                                                 | 70.000    |
| Belgien (BRMA)               | Gold                                                                   | 25.000    |
| Brasilien (PMB)              | Platin                                                                 | 60.000    |
| Dänemark (IFPI)              | Platin                                                                 | 15.000    |
| Deutschland (BVMI)           | Gold                                                                   | 150.000   |
| Neuseeland (RMNZ)            | Gold                                                                   | 5.000     |
| Vereinigte Staaten (RIAA)    | Platin                                                                 | 1.000.000 |
| Vereinigtes Königreich (BPI) | Platin                                                                 | 600.000   |
| Insgesamt                    | 3× Gold · 5× Platin ·                                                  | 1.925.000 |

### I Wanna Fuck/Love You
| Land/Region                  | Auszeichnungen für Musikverkäufe (Land/Region, Auszeichnung, Verkäufe) | Verkäufe  |
| ---------------------------- | ---------------------------------------------------------------------- | --------- |
| Australien (ARIA)            | 3× Platin                                                              | 210.000   |
| Brasilien (PMB)              | Diamant                                                                | 250.000   |
| Dänemark (IFPI)              | Gold                                                                   | 7.500     |
| Deutschland (BVMI)           | Gold                                                                   | 150.000   |
| Neuseeland (RMNZ)            | Platin                                                                 | 10.000    |
| Vereinigte Staaten (RIAA)    | 3× Platin (Single) · + Platin (Mastertone)                             | 4.000.000 |
| Vereinigtes Königreich (BPI) | Platin                                                                 | 600.000   |
| Insgesamt                    | 2× Gold · 9× Platin · 1× Diamant ·                                     | 5.227.500 |

### That’s That Shit
| Land/Region     | Auszeichnungen für Musikverkäufe (Land/Region, Auszeichnung, Verkäufe) | Verkäufe |
| --------------- | ---------------------------------------------------------------------- | -------- |
| Brasilien (PMB) | Gold                                                                   | 30.000   |
| Insgesamt       | 1× Gold ·                                                              | 30.000   |

### Sexual Eruption/ Sensual Seduction
| Land/Region     | Auszeichnungen für Musikverkäufe (Land/Region, Auszeichnung, Verkäufe) | Verkäufe |
| --------------- | ---------------------------------------------------------------------- | -------- |
| Brasilien (PMB) | Platin                                                                 | 60.000   |
| Insgesamt       | 1× Platin ·                                                            | 60.000   |

### All I Do Is Win
| Land/Region                  | Auszeichnungen für Musikverkäufe (Land/Region, Auszeichnung, Verkäufe) | Verkäufe  |
| ---------------------------- | ---------------------------------------------------------------------- | --------- |
| Kanada (MC)                  | Platin                                                                 | 80.000    |
| Neuseeland (RMNZ)            | Platin                                                                 | 30.000    |
| Vereinigte Staaten (RIAA)    | 3× Platin                                                              | 3.000.000 |
| Vereinigtes Königreich (BPI) | Silber                                                                 | 200.000   |
| Insgesamt                    | 1× Silber · 5× Platin ·                                                | 3.310.000 |

### California Gurls
| Land/Region                  | Auszeichnungen für Musikverkäufe (Land/Region, Auszeichnung, Verkäufe) | Verkäufe   |
| ---------------------------- | ---------------------------------------------------------------------- | ---------- |
| Australien (ARIA)            | 11× Platin                                                             | 770.000    |
| Belgien (BRMA)               | Gold                                                                   | 15.000     |
| Brasilien (PMB)              | 2× Platin                                                              | 120.000    |
| Dänemark (IFPI)              | Platin                                                                 | 90.000     |
| Deutschland (BVMI)           | Platin                                                                 | 300.000    |
| Frankreich (SNEP)            | —                                                                      | 140.000    |
| Italien (FIMI)               | Platin                                                                 | 30.000     |
| Japan (RIAJ)                 | Gold (Downloads) · + Gold (Mobile Downloads)                           | 200.000    |
| Kanada (MC)                  | Diamant (Single) · + Platin (Ringtone)                                 | 840.000    |
| Mexiko (AMPROFON)            | Gold                                                                   | 30.000     |
| Neuseeland (RMNZ)            | 4× Platin                                                              | 120.000    |
| Norwegen (IFPI)              | 3× Platin                                                              | 180.000    |
| Österreich (IFPI)            | 2× Platin                                                              | 60.000     |
| Schweden (IFPI)              | Platin                                                                 | 40.000     |
| Schweiz (IFPI)               | Platin                                                                 | 30.000     |
| Spanien (Promusicae)         | Gold                                                                   | 30.000     |
| Südkorea (KMCA)              | —                                                                      | 150.988    |
| Vereinigte Staaten (RIAA)    | Diamant                                                                | 10.000.000 |
| Vereinigtes Königreich (BPI) | 3× Platin                                                              | 1.800.000  |
| Insgesamt                    | 5× Gold · 31× Platin · 2× Diamant ·                                    | 14.945.988 |

### Kush
| Land/Region     | Auszeichnungen für Musikverkäufe (Land/Region, Auszeichnung, Verkäufe) | Verkäufe |
| --------------- | ---------------------------------------------------------------------- | -------- |
| Brasilien (PMB) | Gold                                                                   | 30.000   |
| Insgesamt       | 1× Gold ·                                                              | 30.000   |

### Sweat
| Land/Region                  | Auszeichnungen für Musikverkäufe (Land/Region, Auszeichnung, Verkäufe) | Verkäufe  |
| ---------------------------- | ---------------------------------------------------------------------- | --------- |
| Australien (ARIA)            | 4× Platin                                                              | 280.000   |
| Belgien (BRMA)               | Gold                                                                   | 15.000    |
| Brasilien (PMB)              | Gold                                                                   | 30.000    |
| Dänemark (IFPI)              | Gold                                                                   | 15.000    |
| Deutschland (BVMI)           | 3× Gold                                                                | 450.000   |
| Finnland (IFPI)              | Gold                                                                   | 5.075     |
| Frankreich (SNEP)            | —                                                                      | 157.000   |
| Italien (FIMI)               | Platin                                                                 | 30.000    |
| Neuseeland (RMNZ)            | Platin                                                                 | 15.000    |
| Österreich (IFPI)            | 2× Platin                                                              | 60.000    |
| Schweden (IFPI)              | Platin                                                                 | 40.000    |
| Schweiz (IFPI)               | Platin                                                                 | 30.000    |
| Vereinigtes Königreich (BPI) | Platin                                                                 | 600.000   |
| Insgesamt                    | 5× Gold · 12× Platin ·                                                 | 1.727.075 |

### Boyfriend
| Land/Region               | Auszeichnungen für Musikverkäufe (Land/Region, Auszeichnung, Verkäufe) | Verkäufe  |
| ------------------------- | ---------------------------------------------------------------------- | --------- |
| Vereinigte Staaten (RIAA) | Platin                                                                 | 1.000.000 |
| Insgesamt                 | 1× Platin ·                                                            | 1.000.000 |

### Last Night
| Land/Region       | Auszeichnungen für Musikverkäufe (Land/Region, Auszeichnung, Verkäufe) | Verkäufe |
| ----------------- | ---------------------------------------------------------------------- | -------- |
| Australien (ARIA) | Platin                                                                 | 70.000   |
| Insgesamt         | 1× Platin ·                                                            | 70.000   |

### Young, Wild & Free
| Land/Region                  | Auszeichnungen für Musikverkäufe (Land/Region, Auszeichnung, Verkäufe) | Verkäufe  |
| ---------------------------- | ---------------------------------------------------------------------- | --------- |
| Australien (ARIA)            | 5× Platin                                                              | 350.000   |
| Belgien (BRMA)               | Gold                                                                   | 15.000    |
| Dänemark (IFPI)              | Gold                                                                   | 15.000    |
| Deutschland (BVMI)           | 5× Gold                                                                | 750.000   |
| Frankreich (SNEP)            | —                                                                      | 69.900    |
| Italien (FIMI)               | 3× Platin                                                              | 150.000   |
| Kanada (MC)                  | 3× Platin                                                              | 240.000   |
| Mexiko (AMPROFON)            | Gold                                                                   | 30.000    |
| Neuseeland (RMNZ)            | 6× Platin                                                              | 180.000   |
| Österreich (IFPI)            | Gold                                                                   | 15.000    |
| Schweden (IFPI)              | 2× Platin                                                              | 80.000    |
| Schweiz (IFPI)               | Gold                                                                   | 15.000    |
| Spanien (Promusicae)         | Platin                                                                 | 60.000    |
| Vereinigte Staaten (RIAA)    | 6× Platin                                                              | 6.000.000 |
| Vereinigtes Königreich (BPI) | Platin                                                                 | 600.000   |
| Insgesamt                    | 6× Gold · 29× Platin ·                                                 | 8.569.900 |

### Never Let U Go
| Land/Region     | Auszeichnungen für Musikverkäufe (Land/Region, Auszeichnung, Verkäufe) | Verkäufe |
| --------------- | ---------------------------------------------------------------------- | -------- |
| Dänemark (IFPI) | Gold                                                                   | 15.000   |
| Insgesamt       | 1× Gold ·                                                              | 15.000   |

### Wiggle
| Land/Region                  | Auszeichnungen für Musikverkäufe (Land/Region, Auszeichnung, Verkäufe) | Verkäufe  |
| ---------------------------- | ---------------------------------------------------------------------- | --------- |
| Australien (ARIA)            | 3× Platin                                                              | 210.000   |
| Belgien (BRMA)               | Gold                                                                   | 15.000    |
| Deutschland (BVMI)           | Gold                                                                   | 150.000   |
| Frankreich (SNEP)            | —                                                                      | 61.800    |
| Italien (FIMI)               | Platin                                                                 | 30.000    |
| Kanada (MC)                  | 2× Platin                                                              | 160.000   |
| Neuseeland (RMNZ)            | Platin                                                                 | 15.000    |
| Österreich (IFPI)            | Gold                                                                   | 15.000    |
| Schweiz (IFPI)               | Gold                                                                   | 15.000    |
| Spanien (Promusicae)         | Platin                                                                 | 40.000    |
| Vereinigte Staaten (RIAA)    | 3× Platin                                                              | 3.000.000 |
| Vereinigtes Königreich (BPI) | Platin                                                                 | 600.000   |
| Insgesamt                    | 4× Gold · 12× Platin ·                                                 | 4.311.800 |

### You and Your Friends
| Land/Region               | Auszeichnungen für Musikverkäufe (Land/Region, Auszeichnung, Verkäufe) | Verkäufe  |
| ------------------------- | ---------------------------------------------------------------------- | --------- |
| Vereinigte Staaten (RIAA) | Platin                                                                 | 1.000.000 |
| Insgesamt                 | 1× Platin ·                                                            | 1.000.000 |

### Stuck on a Feeling
| Land/Region               | Auszeichnungen für Musikverkäufe (Land/Region, Auszeichnung, Verkäufe) | Verkäufe |
| ------------------------- | ---------------------------------------------------------------------- | -------- |
| Vereinigte Staaten (RIAA) | Gold                                                                   | 500.000  |
| Insgesamt                 | 1× Gold ·                                                              | 500.000  |

### Flip It
| Land/Region       | Auszeichnungen für Musikverkäufe (Land/Region, Auszeichnung, Verkäufe) | Verkäufe |
| ----------------- | ---------------------------------------------------------------------- | -------- |
| Australien (ARIA) | Platin                                                                 | 70.000   |
| Insgesamt         | 1× Platin ·                                                            | 70.000   |

### Smile (Living My Best Life)
| Land/Region               | Auszeichnungen für Musikverkäufe (Land/Region, Auszeichnung, Verkäufe) | Verkäufe  |
| ------------------------- | ---------------------------------------------------------------------- | --------- |
| Vereinigte Staaten (RIAA) | Platin                                                                 | 1.000.000 |
| Insgesamt                 | 1× Platin ·                                                            | 1.000.000 |

### No Pressure
| Land/Region | Auszeichnungen für Musikverkäufe (Land/Region, Auszeichnung, Verkäufe) | Verkäufe |
| ----------- | ---------------------------------------------------------------------- | -------- |
| Kanada (MC) | Gold                                                                   | 40.000   |
| Insgesamt   | 1× Gold ·                                                              | 40.000   |

### Moves
| Land/Region                  | Auszeichnungen für Musikverkäufe (Land/Region, Auszeichnung, Verkäufe) | Verkäufe |
| ---------------------------- | ---------------------------------------------------------------------- | -------- |
| Vereinigtes Königreich (BPI) | Silber                                                                 | 200.000  |
| Insgesamt                    | 1× Silber ·                                                            | 200.000  |

### My Family
| Land/Region               | Auszeichnungen für Musikverkäufe (Land/Region, Auszeichnung, Verkäufe) | Verkäufe |
| ------------------------- | ---------------------------------------------------------------------- | -------- |
| Vereinigte Staaten (RIAA) | Gold                                                                   | 500.000  |
| Insgesamt                 | 1× Gold ·                                                              | 500.000  |

### Qué Maldición
| Land/Region               | Auszeichnungen für Musikverkäufe (Land/Region, Auszeichnung, Verkäufe) | Verkäufe |
| ------------------------- | ---------------------------------------------------------------------- | -------- |
| Mexiko (AMPROFON)         | Platin                                                                 | 60.000   |
| Vereinigte Staaten (RIAA) | 9× Platin                                                              | 540.000  |
| Insgesamt                 | 10× Platin ·                                                           | 600.000  |

### Mi Tío Snoop
| Land/Region               | Auszeichnungen für Musikverkäufe (Land/Region, Auszeichnung, Verkäufe) | Verkäufe |
| ------------------------- | ---------------------------------------------------------------------- | -------- |
| Mexiko (AMPROFON)         | Platin                                                                 | 140.000  |
| Vereinigte Staaten (RIAA) | Platin                                                                 | 60.000   |
| Insgesamt                 | 2× Platin ·                                                            | 200.000  |

### Bad Decisions
| Land/Region               | Auszeichnungen für Musikverkäufe (Land/Region, Auszeichnung, Verkäufe) | Verkäufe |
| ------------------------- | ---------------------------------------------------------------------- | -------- |
| Brasilien (PMB)           | Platin                                                                 | 40.000   |
| Kanada (MC)               | Gold                                                                   | 40.000   |
| Vereinigte Staaten (RIAA) | Gold                                                                   | 500.000  |
| Insgesamt                 | 2× Gold · 1× Platin ·                                                  | 580.000  |

## Auszeichnungen nach Liedern

### Ain’t No Fun (If the Homies Can’t Have None)
| Land/Region       | Auszeichnungen für Musikverkäufe (Land/Region, Auszeichnung, Verkäufe) | Verkäufe |
| ----------------- | ---------------------------------------------------------------------- | -------- |
| Neuseeland (RMNZ) | Platin                                                                 | 30.000   |
| Insgesamt         | 1× Platin ·                                                            | 30.000   |

### Callin
| Land/Region               | Auszeichnungen für Musikverkäufe (Land/Region, Auszeichnung, Verkäufe) | Verkäufe |
| ------------------------- | ---------------------------------------------------------------------- | -------- |
| Vereinigte Staaten (RIAA) | Gold                                                                   | 500.000  |
| Insgesamt                 | 1× Gold ·                                                              | 500.000  |

### Professional Rapper
| Land/Region               | Auszeichnungen für Musikverkäufe (Land/Region, Auszeichnung, Verkäufe) | Verkäufe  |
| ------------------------- | ---------------------------------------------------------------------- | --------- |
| Vereinigte Staaten (RIAA) | Platin                                                                 | 1.000.000 |
| Insgesamt                 | 1× Platin ·                                                            | 1.000.000 |

### Onda diferente
| Land/Region    | Auszeichnungen für Musikverkäufe (Land/Region, Auszeichnung, Verkäufe) | Verkäufe |
| -------------- | ---------------------------------------------------------------------- | -------- |
| Portugal (AFP) | Platin                                                                 | 10.000   |
| Insgesamt      | 1× Platin ·                                                            | 10.000   |

## Auszeichnungen nach Musikstreamings

### Sweat
| Land/Region     | Auszeichnungen für Musikverkäufe (Land/Region, Auszeichnung, Verkäufe) | Verkäufe |
| --------------- | ---------------------------------------------------------------------- | -------- |
| Dänemark (IFPI) | Gold                                                                   | 50.000   |
| Insgesamt       | 1× Gold ·                                                              | 50.000   |

### Still D.R.E.
| Land/Region     | Auszeichnungen für Musikverkäufe (Land/Region, Auszeichnung, Verkäufe) | Verkäufe |
| --------------- | ---------------------------------------------------------------------- | -------- |
| Dänemark (IFPI) | Gold                                                                   | 900.000  |
| Insgesamt       | 1× Gold ·                                                              | 900.000  |

### The Next Episode
| Land/Region     | Auszeichnungen für Musikverkäufe (Land/Region, Auszeichnung, Verkäufe) | Verkäufe  |
| --------------- | ---------------------------------------------------------------------- | --------- |
| Dänemark (IFPI) | Gold                                                                   | 1.300.000 |
| Insgesamt       | 1× Gold ·                                                              | 1.300.000 |

### Young, Wild & Free
| Land/Region     | Auszeichnungen für Musikverkäufe (Land/Region, Auszeichnung, Verkäufe) | Verkäufe  |
| --------------- | ---------------------------------------------------------------------- | --------- |
| Dänemark (IFPI) | 2× Platin                                                              | 1.800.000 |
| Insgesamt       | 2× Platin ·                                                            | 1.800.000 |

### Never Let U Go
| Land/Region     | Auszeichnungen für Musikverkäufe (Land/Region, Auszeichnung, Verkäufe) | Verkäufe  |
| --------------- | ---------------------------------------------------------------------- | --------- |
| Dänemark (IFPI) | 2× Platin                                                              | 1.800.000 |
| Insgesamt       | 2× Platin ·                                                            | 1.800.000 |

### Wiggle
| Land/Region          | Auszeichnungen für Musikverkäufe (Land/Region, Auszeichnung, Verkäufe) | Verkäufe   |
| -------------------- | ---------------------------------------------------------------------- | ---------- |
| Dänemark (IFPI)      | 2× Platin                                                              | 5.200.000  |
| Spanien (Promusicae) | Platin                                                                 | 10.000.000 |
| Insgesamt            | 3× Platin ·                                                            | 15.200.000 |

## Auszeichnungen nach Videoalben

### The Up in Smoke Tour
| Land/Region                  | Auszeichnungen für Musikverkäufe (Land/Region, Auszeichnung, Verkäufe) | Verkäufe |
| ---------------------------- | ---------------------------------------------------------------------- | -------- |
| Australien (ARIA)            | 7× Platin                                                              | 105.000  |
| Deutschland (BVMI)           | Gold                                                                   | 25.000   |
| Frankreich (SNEP)            | 2× Platin                                                              | 30.000   |
| Neuseeland (RMNZ)            | 3× Platin                                                              | 15.000   |
| Vereinigte Staaten (RIAA)    | 6× Platin                                                              | 600.000  |
| Vereinigtes Königreich (BPI) | 3× Platin                                                              | 150.000  |
| Insgesamt                    | 1× Gold · 21× Platin ·                                                 | 925.000  |

### Doggystyle
| Land/Region                  | Auszeichnungen für Musikverkäufe (Land/Region, Auszeichnung, Verkäufe) | Verkäufe |
| ---------------------------- | ---------------------------------------------------------------------- | -------- |
| Vereinigtes Königreich (BPI) | Platin                                                                 | 50.000   |
| Insgesamt                    | 1× Platin ·                                                            | 50.000   |

## Statistik und Quellen
| Land/RegionAuszeichnungen für Musikverkäufe (Land/Region, Auszeichnungen, Verkäufe, Quellen) | Silber     | Gold       | Platin         | Diamant     | Verkäufe   | Quellen                               |
| -------------------------------------------------------------------------------------------- | ---------- | ---------- | -------------- | ----------- | ---------- | ------------------------------------- |
| Australien (ARIA)                                                                            | —          | 5× Gold5   | 38× Platin38   | —           | 2.450.000  | aria.com.au                           |
| Belgien (BRMA)                                                                               | —          | 6× Gold6   | —              | —           | 110.000    | ultratop.be                           |
| Brasilien (PMB)                                                                              | —          | 4× Gold4   | 6× Platin6     | Diamant1    | 710.000    | pro-musicabr.org.br                   |
| Dänemark (IFPI)                                                                              | —          | 10× Gold10 | 12× Platin12   | —           | 520.000    | ifpi.dk                               |
| Deutschland (BVMI)                                                                           | —          | 11× Gold11 | 5× Platin5     | —           | 3.375.000  | musikindustrie.de                     |
| Finnland (IFPI)                                                                              | —          | Gold1      | —              | —           | 5.075      | ifpi.fi                               |
| Frankreich (SNEP)                                                                            | —          | 7× Gold7   | 2× Platin2     | —           | 1.433.700  | infodisc.fr snepmusique.com           |
| Griechenland (IFPI)                                                                          | —          | Gold1      | —              | —           | 10.000     | Einzelnachweise                       |
| Italien (FIMI)                                                                               | —          | Gold1      | 8× Platin8     | —           | 415.000    | fimi.it                               |
| Japan (RIAJ)                                                                                 | —          | 2× Gold2   | —              | —           | 200.000    | riaj.or.jp                            |
| Kanada (MC)                                                                                  | —          | 7× Gold7   | 12× Platin12   | Diamant1    | 2.150.000  | musiccanada.com                       |
| Mexiko (AMPROFON)                                                                            | —          | 2× Gold2   | 2× Platin2     | —           | 260.000    | amprofon.com.mx                       |
| Neuseeland (RMNZ)                                                                            | —          | 6× Gold6   | 46× Platin46   | —           | 1.187.500  | aotearoamusiccharts.co.nz NZ2 NZ3 NZ4 |
| Norwegen (IFPI)                                                                              | —          | —          | 3× Platin3     | —           | 180.000    | ifpi.no                               |
| Österreich (IFPI)                                                                            | —          | 3× Gold3   | 6× Platin6     | —           | 265.000    | ifpi.at                               |
| Portugal (AFP)                                                                               | —          | —          | 2× Platin2     | —           | 20.000     | Einzelnachweise                       |
| Russland (NFPF)                                                                              | —          | 2× Gold2   | —              | —           | 20.000     | 2m-online.ru                          |
| Schweden (IFPI)                                                                              | —          | Gold1      | 4× Platin4     | —           | 175.000    | sverigetopplistan.se                  |
| Schweiz (IFPI)                                                                               | —          | 3× Gold3   | 2× Platin2     | —           | 110.000    | hitparade.ch                          |
| Spanien (Promusicae)                                                                         | —          | 2× Gold2   | 4× Platin4     | —           | 220.000    | elportaldemusica.es                   |
| Südkorea (KMCA)                                                                              | —          | —          | —              | —           | 150.988    | Einzelnachweise                       |
| Vereinigte Staaten (RIAA)                                                                    | —          | 14× Gold14 | 53× Platin53   | Diamant1    | 61.765.800 | riaa.com                              |
| Vereinigtes Königreich (BPI)                                                                 | 8× Silber8 | 8× Gold8   | 21× Platin21   | —           | 12.457.446 | bpi.co.uk                             |
| Insgesamt                                                                                    | 8× Silber8 | 96× Gold96 | 226× Platin226 | 3× Diamant3 |            |                                       |